# Lycée italien de Rijeka
Le Lycée italien de Rijeka (en croate : Srednja talijanska škola Rijeka ; en italien : Scuola media superiore italiana Fiume) est un lycée public de la ville de Rijeka, en Croatie. L'école a été fondée en 1888 et a fonctionné sans interruption depuis lors . Le bâtiment de l'école est protégé en tant que patrimoine culturel . Le bâtiment a été rénové entre 2006 et 2008 avec le soutien de la ville de Rijeka et du comté de Primorje-Gorski Kotar .

## Voir également
- Italiens de Croatie
- École secondaire orthodoxe serbe Kantakuzina Katarina Branković
- L'éducation en Croatie